# 忽怜台
忽怜台（?—?），元朝大臣，又作忽林台，元惠宗时中书平章政事。
至正年间，忽怜台担任辽阳行省左丞，参与镇压反元起义。也速害怕红巾军攻打上都，即調右丞忽林台提兵護上都，賊果寇上都，忽林台擊破红巾军，红巾军大潰。至正二十五年（1365年），忽怜台入朝担任中书省平章政事。至正二十七年（1367年）十二月，元惠宗命右丞相也速，太尉知院脫火赤，中書平章政事忽林台，平章政事貊高，知樞密院事小章、典堅帖木兒、江文清、驢兒等會楊誠、陳秉直、伯顏不花、俞勝各部諸軍同守禦山東，又命關保往援山東。